# La Laborcilla, Zacatecas
La Laborcilla är en ort i Mexiko.   Den ligger i kommunen Pinos och delstaten Zacatecas, i den centrala delen av landet, 400 km nordväst om huvudstaden Mexico City. La Laborcilla ligger 2 254 meter över havet och antalet invånare är 769.
Terrängen runt La Laborcilla är kuperad åt nordväst, men åt sydost är den platt. Runt La Laborcilla är det ganska glesbefolkat, med 21 invånare per kvadratkilometer. Närmaste större samhälle är El Nigromante, 5,4 km norr om La Laborcilla. Omgivningarna runt La Laborcilla är i huvudsak ett öppet busklandskap.